# Juan Pons
Juan Pons, in catalano Joan Pons Álvarez (Ciutadella de Menorca, 8 agosto 1946), è un baritono spagnolo.

## Biografia
Nato a Ciutadella de Menorca l'8 agosto 1946. Nel 1974 debutta a Bilbao in Un ballo in maschera con José Carreras. A seguito del suo positivo debutto internazionale nel 1980 per l'inaugurazione della stagione d'opera al Teatro alla Scala di Milano in Falstaff, con Mirella Freni, la regia di Giorgio Strehler e direzione di Lorin Maazel, Juan Pons si rivelò come uno dei baritoni più importanti a livello mondiale. Ancora alla Scala nel 1981 è Tonio nella prima rappresentazione di Pagliacci con Domingo diretto da Georges Prêtre.
Da allora è stato un ospite continuo all'Opéra Garnier a Parigi e poi ancora nei teatri d'opera di Zurigo e Barcellona.
Il suo repertorio comprende i maggiori ruoli di baritono, da Falstaff, nuovamente cantato al Teatro alla Scala nel 1983 sotto la direzione di Riccardo Muti, in occasione del centenario della prima esecuzione dell'opera, ai più noti ruoli verdiani nelle opere  Il trovatore, Ernani, Un ballo in maschera, Rigoletto, La forza del destino, La traviata, Simon Boccanegra, e Macbeth. Fra le opere di altri autori si ricordano Pagliacci di Ruggero Leoncavallo, Cavalleria rusticana di Pietro Mascagni e Tosca, Gianni Schicchi, Il tabarro, La fanciulla del West e Madama Butterfly di Giacomo Puccini.
Oltre al repertorio principale, Juan Pons ha anche cantato opere meno note come Aroldo, Herodiade, Faust, Roberto Devereux e La fiamma di Ottorino Respighi.
È stato più volte protagonista all'apertura delle stagioni del met, dove ha cantato per più di quindici anni di seguito.

## Repertorio
|  | Ruolo                 | Titolo                | Autore       |
|  | --------------------- | --------------------- | ------------ |
|  | Sir Riccardo Forth    | I puritani            | Bellini      |
|  | Escamillo             | Carmen                | Bizet        |
|  | Michonnet             | Adriana Lecouvreur    | Cilea        |
|  | Enrico Ashton         | Lucia di Lammermoor   | Donizetti    |
|  | Belcore               | L'elisir d'amore      | Donizetti    |
|  | Carlo Gérard          | Andrea Chénier        | Giordano     |
|  | Valentin              | Faust                 | Gounod       |
|  | Tonio                 | Pagliacci             | Leoncavallo  |
|  | Hérode                | Hérodiade             | Massenet     |
|  | Barnaba               | La Gioconda           | Ponchielli   |
|  | Marcello              | La bohème             | Puccini      |
|  | Barone Scarpia        | Tosca                 | Puccini      |
|  | Jack Rance            | La fanciulla del West | Puccini      |
|  | Michele               | Il tabarro            | Puccini      |
|  | Nabucco               | Nabucco               | Verdi        |
|  | Carlo V               | Ernani                | Verdi        |
|  | Giacomo               | Giovanna d'Arco       | Verdi        |
|  | Ezio                  | Attila                | Verdi        |
|  | Macbeth               | Macbeth               | Verdi        |
|  | Miller                | Luisa Miller          | Verdi        |
|  | Conte di Luna         | Il trovatore          | Verdi        |
|  | Giorgio Germont       | La traviata           | Verdi        |
|  | Guido di Monforte     | I vespri siciliani    | Verdi        |
|  | Simon Boccanegra      | Simon Boccanegra      | Verdi        |
|  | Renato                | Un ballo in maschera  | Verdi        |
|  | Don Carlo             | La forza del destino  | Verdi        |
|  | Rodrigo di Posa       | Don Carlo             | Verdi        |
|  | Amonasro              | Aida                  | Verdi        |
|  | Jago                  | Otello                | Verdi        |
|  | L'araldo del re       | Lohengrin             | Wagner       |
|  | Conte di Westmoreland | Sly                   | Wolf-Ferrari |

## Discografia parziale
- Donizetti: Lucia di Lammermoor - Cheryl Studer/Plácido Domingo/Fernando De La Mora/Juan Pons/London Symphony Orchestra/Ion Marin, 2010 Deutsche Grammophon
- Gounod, Faust - Ozawa/Cupido/Plowright/Estes, 1989 Deutsche Grammophon
- Leoncavallo, Pagliacci - Muti/Dessì/Pavarotti/Pons, 1992 Decca
- Mascagni, Cavalleria rusticana - Sinopoli/Baltsa/Domingo/Pons, 1989 Deutsche Grammophon
- Mascagni: Iris - Plácido Domingo/Bonaldo Giaiotti/Chor des Bayerischen Rundfunks/Conchita Antunano/Gabriella Ferroni/Giuseppe Patanè/Heinrich Weber/Ilona Tokody/Juan Pons/Münchner Rundfunkorchester/Sergio Tedesco, 1989 Sony
- Puccini, Madama Butterfly - Sinopoli/Freni/Carreras/Pons, 1987 Deutsche Grammophon
- Puccini: La fanciulla del West - Plácido Domingo/Antonio Salvadori/Coro e Orchestra del Teatro alla Scala/Juan Pons/Lorin Maazel/Mara Zampieri/Pietro Spagnoli, 1992 Sony
- Puccini: Tosca - Éva Marton/Hungarian State Orchestra/José Carreras/Juan Pons/Michael Tilson Thomas, 1990 Sony
- Puccini: Edgar - Alberto Veronesi/Orchestra dell'Accademia di Santa Cecilia/Plácido Domingo, 2005 Deutsche Grammophon
- Puccini, Trittico (Il tabarro) - Bartoletti/Freni, 1991 Decca
- Verdi: La Forza del Destino - Giuseppe Sinopoli/Philharmonia Orchestra/Agnes Baltsa/Renato Bruson/Josè Carreras/Paata Burchuladze, 2005 Deutsche Grammophon
- Verdi, Traviata - Levine/MET/Studer/Pavarotti, 1991 Deutsche Grammophon
- Barcelona Games con Plácido Domingo, Montserrat Caballé, José Carreras, Giacomo Aragall e Teresa Berganza, 1992 RCA/BMG

## DVD & BLU-RAY parziale
- Donizetti, Elisir d'amore - Levine/Battle/Pavarotti/Pons, regia Joseph Volpe, 1991 Deutsche Grammophon
- Puccini Leoncavallo, Tabarro/Pagliacci (film 1982) - Levine/Pons/Stratas/Domingo, regia Franco Zeffirelli, 1994 Deutsche Grammophon
- Verdi, Nabucco - Levine/Pons/Gulegina/Ramey, 2001 Deutsche Grammophon
- Puccini, La fanciulla del west - Maazel/Zampieri/Pons/Domingo, 1991 Image/RAI
- Puccini, Il tabarro - Chailly/Dvorsky/Bosi/Roni/Marrocu, regia di Luca Ronconi 2008 Hardy Classic/RAI
- Puccini, Il tabarro - Levine/Stratas/Domingo, 1994 Deutsche Grammophon
- Verdi, Aida - Fischer/Stemme/Licitra/D'Intino/Pons/Salminen, all'Opernhaus Zürich, 2006 Bel Air
- Verdi, Aida - Santi/Johannsson/Chiara/Pons/Zajick/Ghiuselev, Arena di Verona 1992 Alliance/TDK
- Verdi, Aida - Maazel/Chiara/Pavarotti/Dimitrova/Pons/Burchuladze, regia di Luca Ronconi, 1985 ARTHAUS
- Giordano, Andrea Chénier - Levine/Pavarotti/Guleghina/Pons, 1996 Deutsche Grammophon/Decca